# Shanghai Stadium

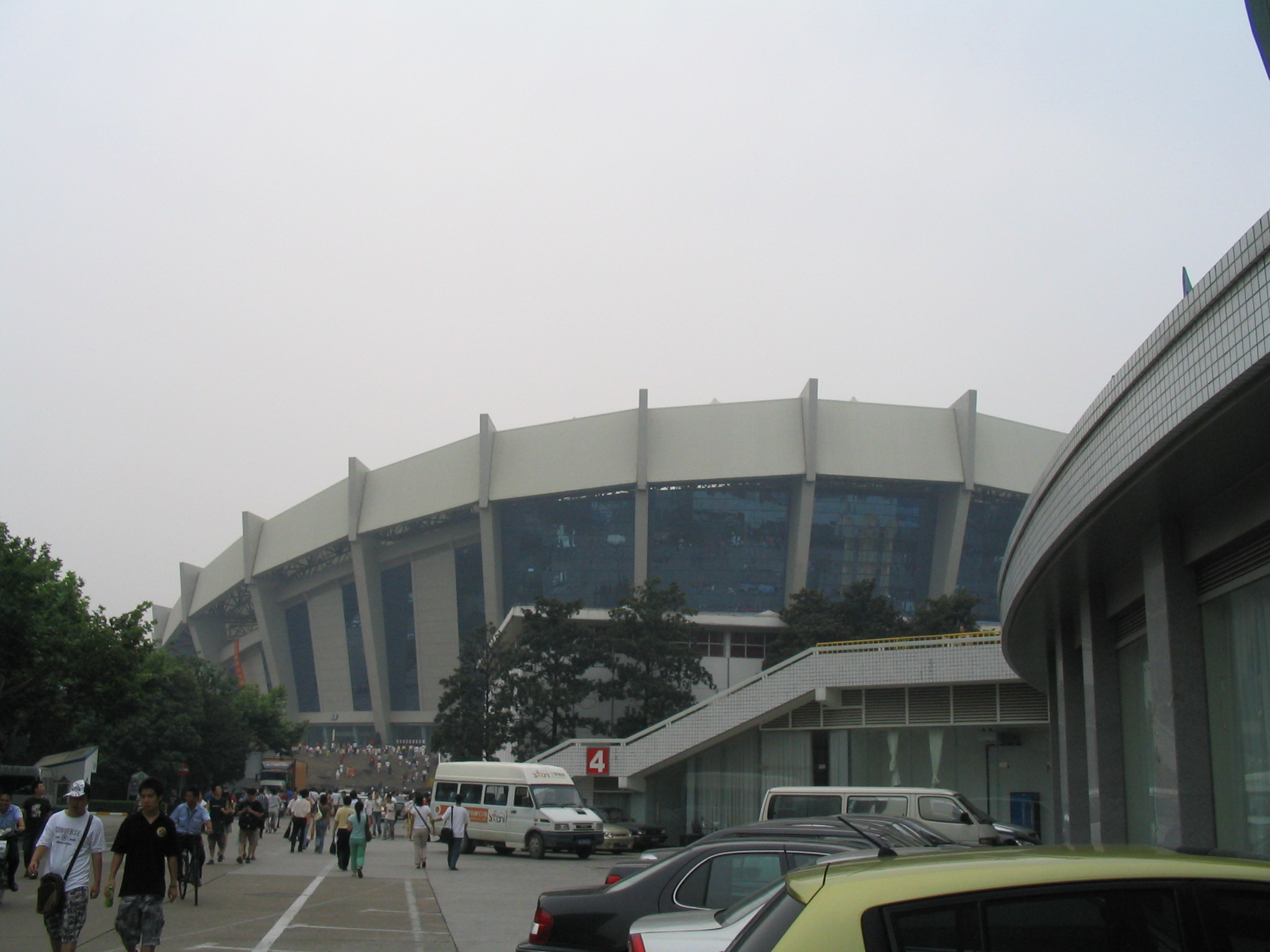
Shanghai Stadium

Shanghai Stadium (chiń. upr. 上海体育场; chiń. trad. 上海體育場; pinyin Shànghǎi Tǐyùchǎng) – stadion wielofunkcyjny w Szanghaju, wzniesiony w 1997 z myślą o odbywających się w mieście Igrzyskach Chińskiej Republiki Ludowej. Bywa nieoficjalnie nazywany „Stadionem Osiemdziesięciu Tysięcy” – od liczby widzów, których może pomieścić. Na co dzień jest przede wszystkim stadionem piłkarskim, zaś podczas meczów maksymalna liczba wpuszczanych kibiców wynosi 72 tysięcy. Do czasu wybudowania Stadionu Narodowego w Pekinie, był największym tego typu obiektem w Chinach. Podczas igrzysk olimpijskich w 2008 był jedną z 5 aren turnieju piłkarskiego. 